# كامة (بجستان)
کامة (بالفارسية: کامه) هي قرية تقع في إيران في قسم بجستان الريفي. يقدر عدد سكانها بـ 124 نسمة بحسب إحصاء 2016.